# Coryphaeschna
Coryphaeschna är ett släkte av trollsländor. Coryphaeschna ingår i familjen mosaiktrollsländor.
Kladogram enligt Catalogue of Life:
| Coryphaeschna | \| \| Coryphaeschna adnexa \| \| \| \| \| \| Coryphaeschna amazonica \| \| \| \| \| \| Coryphaeschna apeora \| \| \| \| \| \| Coryphaeschna diapyra \| \| \| \| \| \| Coryphaeschna huaorania \| \| \| \| \| \| Coryphaeschna ingens \| \| \| \| \| \| Coryphaeschna perrensi \| \| \| \| \| \| Coryphaeschna viriditas \| \| \| \| |
|               | \| \| Coryphaeschna adnexa \| \| \| \| \| \| Coryphaeschna amazonica \| \| \| \| \| \| Coryphaeschna apeora \| \| \| \| \| \| Coryphaeschna diapyra \| \| \| \| \| \| Coryphaeschna huaorania \| \| \| \| \| \| Coryphaeschna ingens \| \| \| \| \| \| Coryphaeschna perrensi \| \| \| \| \| \| Coryphaeschna viriditas \| \| \| \| |
|               | Coryphaeschna adnexa |
|               | |
|               | Coryphaeschna amazonica |
|               | |
|               | Coryphaeschna apeora |
|               | |
|               | Coryphaeschna diapyra |
|               | |
|               | Coryphaeschna huaorania |
|               | |
|               | Coryphaeschna ingens |
|               | |
|               | Coryphaeschna perrensi |
|               | |
|               | Coryphaeschna viriditas |
|               | |

## Bildgalleri

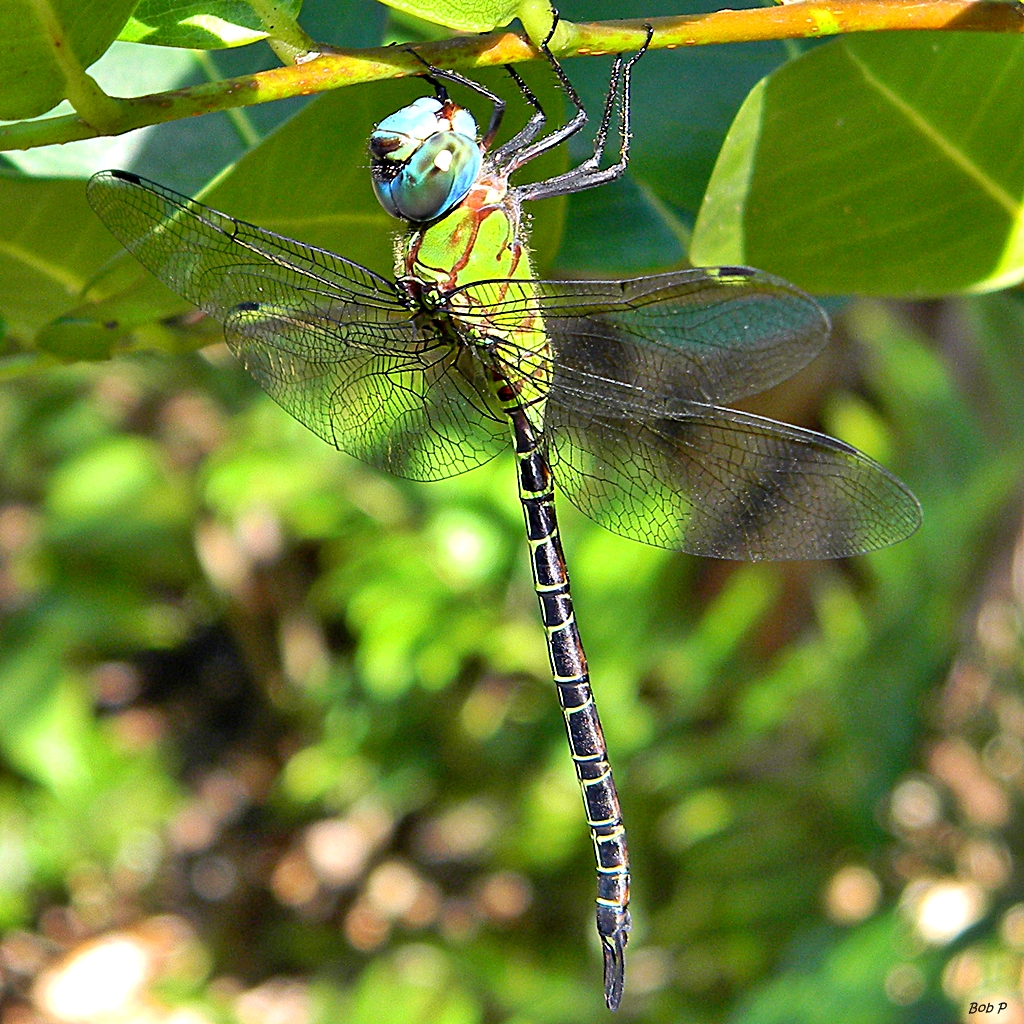
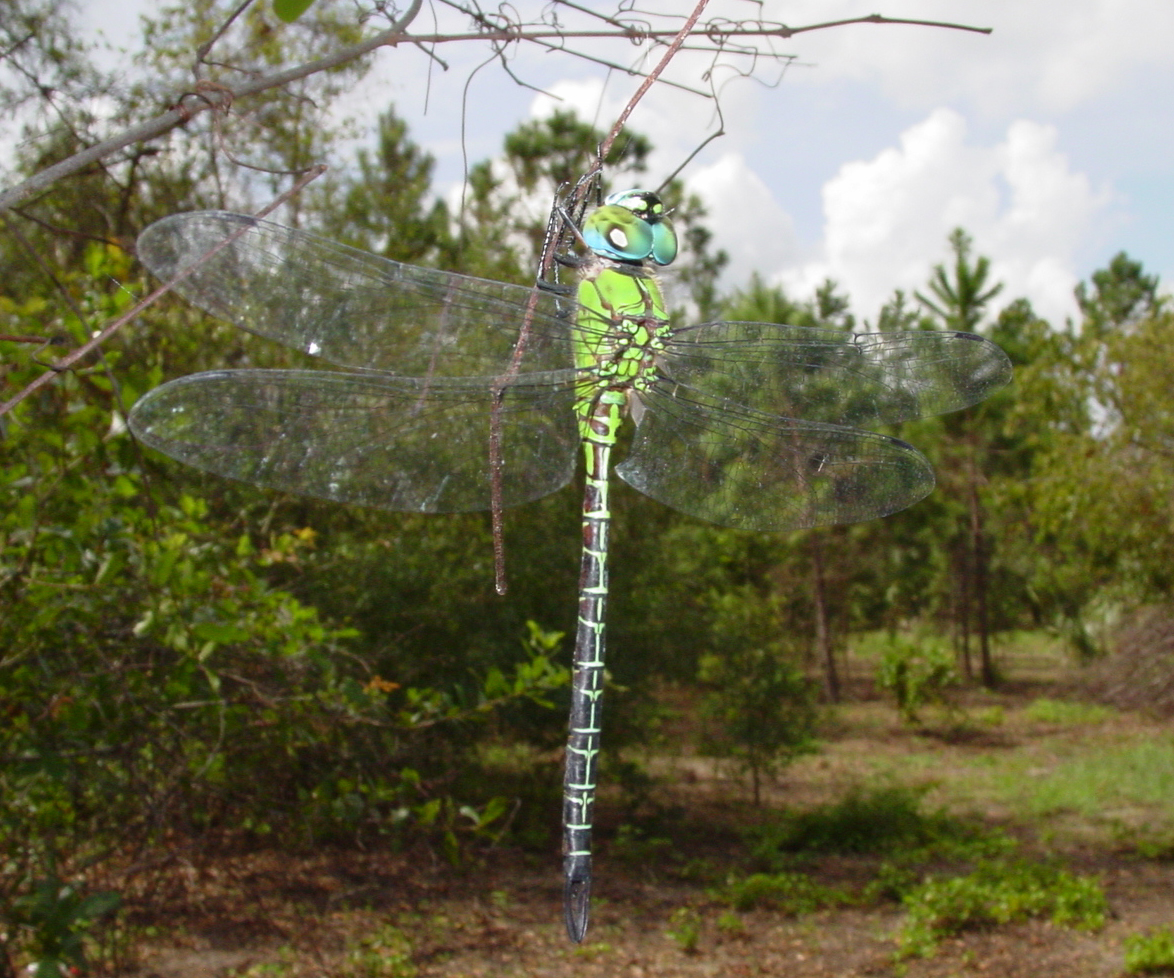
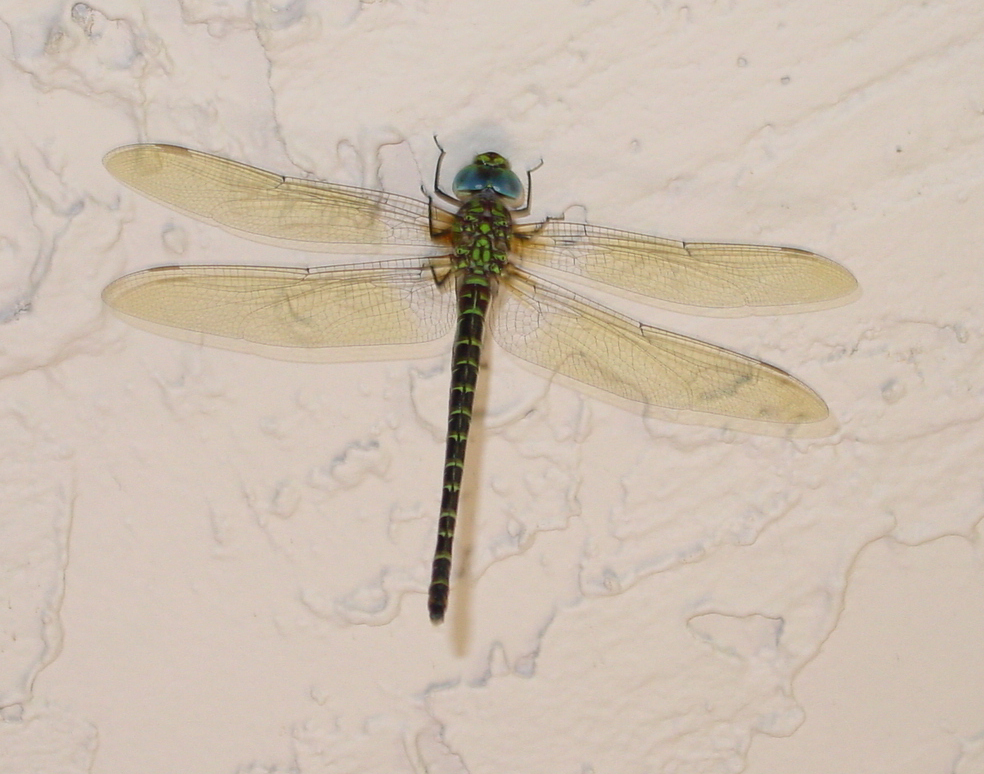